# Pictus scoticus
Pictus scoticus är en bladmossart som beskrevs av C. C. Townsend 1982. Pictus scoticus ingår i släktet Pictus och familjen Amblystegiaceae. Inga underarter finns listade i Catalogue of Life.